# Presa di Luanda
Nel 1641 gli olandesi presero Luanda una prima volta ai portoghesi.
Il 25 agosto 1641 gli olandesi sbarcarono 2145 soldati nei pressi di Luanda, al comando di Cornelis Jol. All'arrivo degli olandesi, 800 portoghesi ed alcuni civili si raggrupparono presso Kilunda. Il 19 settembre 19, gli olandesi si spostarono dalla loro posizione e forzarono i portoghesi a ritirarsi oltre il fiume Bengo. Gli olandesi fortificarono dunque le loro posizioni.
I portoghesi, all'arrivo degli olandesi, si spostarono nella parte alta del paese.. I portoghesi riusciranno a riconquistare la città solo nel 1648.